# 斯特內克角

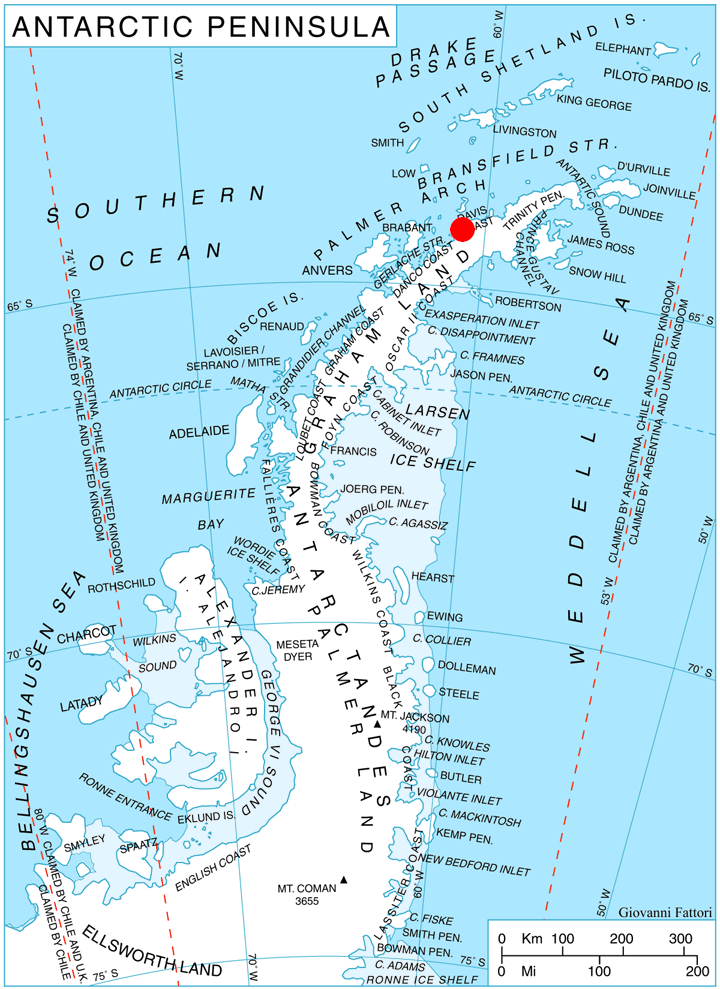

斯特內克角（德語：Kap Sterneck）是南極洲的海岬，位於葛拉漢地西岸，是恰夫達爾半島的西端，處於休斯灣入口處北部，以德國地球物理學家命名，現時由南極條約體系管理。

## 外部連結
- SCAR Composite Gazetteer of Antarctica（页面存档备份，存于）.

64°4′S 61°2′W / 64.067°S 61.033°W